# Things People Don't Like
Things People Don't Like (včasih stilizirano kot things people don't like) je debitantski studijski album slovenske rock skupine persons from porlock. Izdan je bil 17. marca 2016 pri Založbi Radia Študent. Album je bil ob koncu leta na Radiu Študent izglasovan za najboljši domači album leta.
Avtor naslovnice je ilustrator in stripar Lenart Slabe. Slogovno spominja na "glitch art". Naslovnica je osnovana na sliki Kofetarica, ki jo je naslikala realistična slikarka Ivana Kobilca leta 1888 in velja za eno od njenih najbolj znanih del.

## Glasba
Album je skupina opisala kot:
»things people don't like je album o vas, album o nas, predvsem pa album o njih in o tistem, česar oni ne marajo. Ste se danes prebudili nasmejani ali z ugasnjenim čikom v skodelici?«
Naslov pesmi "Alprazolove" se navezuje na alprazolam, ki je znano pomirjevalo (poznan pod zaščitenim imenom Xanax ali Helex).

## Kritični odziv
Za Rockline je Aleš Podbrežnik zapisal: "Delujejo retro, vlečejo na prelom zgodbe o rock'n'rollu iz šestdesetih v sedemdeseta, tam nekje so se pojavili nekoč tudi Hawkwind, danes je ob primerjavah sodobnikov zasedbe Persons From Porlock možno trčiti ob serijo revitalistov, na čelu s Tame Impala." Albumu je dodelil 4 zvezdice.
Ob koncu leta je bil s strani spletne revije Beehype album izbran za 8. najboljši domači album leta.

### Priznanja
| objava        | uvrstitev | seznam               |
| ------------- | --------- | -------------------- |
| Radio Študent | 1.        | Naj tolpa bumov 2016 |
| Beehype       | 8.        | Best of 2016         |

## Seznam pesmi
Vse pesmi so napisali persons from porlock.
| Št.             | Naslov           | Dolžina |
| --------------- | ---------------- | ------- |
| 1.              | „Slasher Flick‟  | 3:42    |
| 2.              | „Charlie‟        | 4:59    |
| 3.              | „Other‟          | 3:38    |
| 4.              | „Avalanche Peak‟ | 5:28    |
| 5.              | „Forever Sun‟    | 4:44    |
| 6.              | „Pipa paranoja‟  | 3:48    |
| 7.              | „No Sleep‟       | 4:34    |
| 8.              | „Alprazolove‟    | 4:09    |
| 9.              | „Velleity‟       | 4:13    |
| Skupna dolžina: | Skupna dolžina:  | 39:13   |

## Zasedba
persons from porlock
- Nikolaj Mulej — vokal, kitara
- Gregor Bajc — bas kitara
- Martin Pavlovec — kitara
- Vasja Onič — bobni

Tehnično osebje
- Blaž Pavlica — snemanje
- Gregor Bajc — produkcija, mastering
- Lenart Slabe — oblikovanje naslovnice